# Robert Kiprop
Robert Kiprop Koech (4 giugno 1998) è un mezzofondista keniota.

## Biografia
Nel 2019 ha vinto una medaglia d'oro nei 5000 m ai Giochi Panafricani.

## Palmarès
| Anno | Manifestazione     | Sede     | Evento       | Risultato | Prestazione | Note  |
| ---- | ------------------ | -------- | ------------ | --------- | ----------- | ----- |
| 2019 | Giochi panafricani | Rabat    | 5000 m piani | Oro       | 13'30"96    | [ 1 ] |
| 2024 | Africani di cross  | Hammamet | Individuale  | 12º       | 30'03"      |       |

## Campionati nazionali
2019
- Argento ai campionati kenioti, 5000 m piani - 13'21"86[1]

2022
- 11º ai campionati kenioti, 5000 m piani - 13'55"80[1]

2023
- Argento ai campionati kenioti, 5000 m piani - 13'37"0

2024
- Bronzo ai campionati kenioti, 5000 m piani - 13'42"33
- 34º ai campionati kenioti di corsa campestre - 30'15"

2025
- 9º ai campionati kenioti di corsa campestre - 31'26"

## Altre competizioni internazionali
2020
- 20º alla Valencia 10K Ibercaja ( Valencia) - 28'59"

2021
- 8º al Golden Gala ( Roma), 5000 m piani - 13'12"56[1]

2024
- 7º alla Mezza maratona di Berlino ( Berlino) - 1h01'27"

2025
- 16º al Prefontaine Classic ( Eugene), 10000 m piani - 27'51"46
- 10º alla Mezza maratona di Berlino ( Berlino) - 1h01'49"